# Władysław Kuraszkiewicz
Władysław Kuraszkiewicz (ur. 22 lutego 1905 we Włodawie, zm. 10 marca 1997 w Poznaniu) – językoznawca, slawista, profesor uniwersytetów: KUL (1936–1939, 1946–1950), Wrocławskiego (1946–1950) i Poznańskiego (od 1950 r.); autor prac dotyczących historii i dialektów języka polskiego. Zajmował się gwarami przejściowymi białorusko-ukraińskimi.

## Życiorys
Urodził się 22 lutego 1905 r. we Włodawie, w rodzinie Pawła i Zofii z Soroków. Ukończył gimnazjum w Chełmie. Studia polonistyczne i slawistyczne odbył w latach 1924–1929 na Uniwersytecie Jana Kazimierza we Lwowie. W 1929 r. otrzymał doktorat, obroniony na podstawie pracy o polskich samogłoskach nosowych. Pracę naukową kontynuował na Uniwersytecie Jagiellońskim, gdzie jego profesorami byli: Tadeusz Lehr-Spławiński, Kazimierz Nitsch i Jan Rozwadowski. Tam w 1934 r. habilitował się na podstawie rozprawy o gramotach halicko-wołyńskich z XIV–XV wieku. Wiedzę pogłębiał w Wiedniu i w Pradze pod kierunkiem wybitnego językoznawcy Nikołaja Trubieckoja. Początkowo pracował jako nauczyciel gimnazjalny, następnie jako profesor uniwersytecki. W 1936 r. uzyskał nominację na profesora nadzwyczajnego Katolickiego Uniwersytetu Lubelskiego. W latach 1937–1939 był kierownikiem Katedry Języka Polskiego i Filologii Słowiańskiej KUL.
W czasie II wojny światowej aresztowany wraz z innymi pracownikami KUL przez gestapo został uwięziony na Zamku Lubelskim, gdzie przebywał do czerwca 1940, a następnie do 2 maja 1945 w obozie koncentracyjnym Sachsenhausen (numer więźnia P 25793).
Po powrocie do kraju, jesienią 1945 r. wraz ze Stanisławem Rospondem współtworzył wrocławski Instytut Filologii Polskiej i Słowiańskiej. W 1946 r. objął funkcję kierownika Katedry Filologii Słowiańskiej KUL. W latach 1950–1956 – kierownik Katedry Slawistyki UAM, następnie Katedry Języka Polskiego (1956–1969) i dyrektor Instytutu Filologii Polskiej UAM (1969–1974). Członek PAU (1947), PAN (1967 członek korespondent, 1973 członek rzeczywisty) oraz Poznańskiego Towarzystwa Przyjaciół Nauk. 
Wykładał na uniwersytetach zagranicznych, m.in. w Los Angeles, Lund, Uppsali, Oslo, Paryżu, Kolonii, Frankfurcie i Bonn. Należał do Société de Linguistque de Paris. Był honorowym profesorem Uniwersytetu w Kolonii.
Zmarł 10 marca 1997 r. w Poznaniu, pochowany w Alei Zasłużonych cmentarza na Junikowie (pole AZ kwatera 3-L-55).

## Publikacje
Autor m.in. Połabskie samogłoski nosowe (1930), Studia nad polskimi samogłoskami nosowymi (1932), Gramoty halicko-wołyńskie XIV–XV wieku (1934), Język polski w obozie koncentracyjnym (1947), Pochodzenie polskiego języka w świetle wyników dialektologii historycznej (1953), Zarys dialektologii wschodniosłowiańskiej (1954), Gramoty nowogrodzkie na brzozowej korze (1957), Szkice o języku M. Reja (1960), Podstawowe wiadomości z gramatyki historycznej języka polskiego (1970), W kręgu dawnej mowy polskiej i ruskiej. Publikował teksty staropolskie z obszernymi studiami językowymi, np. Postyllę M. Reja.

## Ordery i odznaczenia

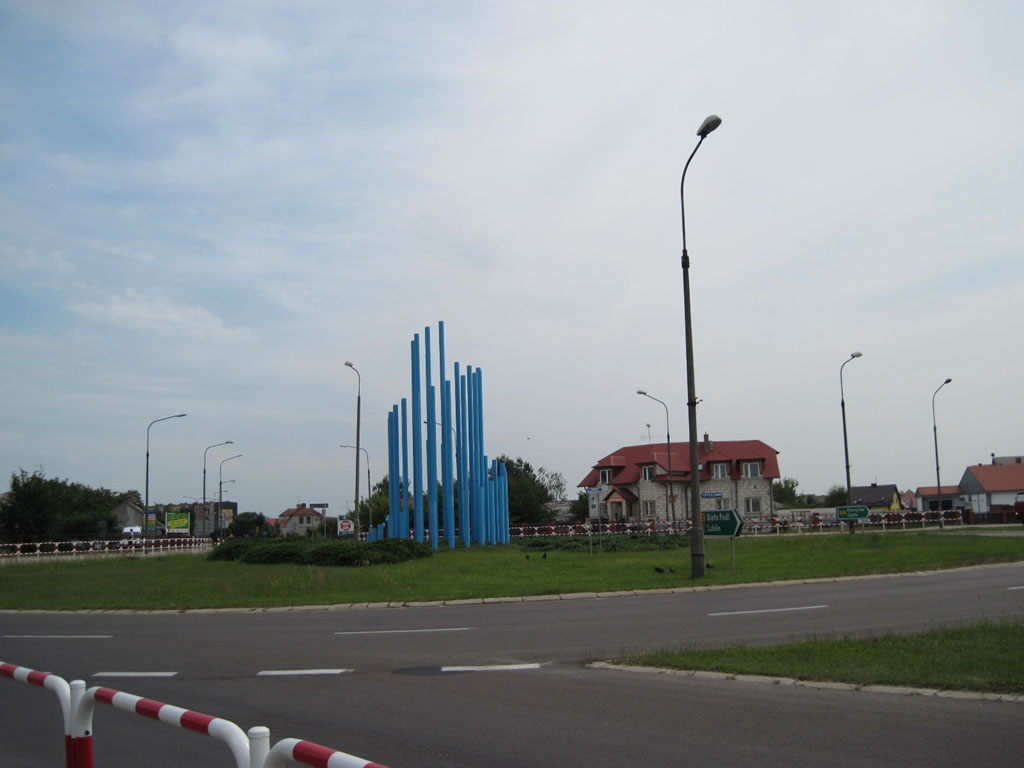
Rondo im. prof. Władysława Kuraszkiewicza we Włodawie.

- Rondo im. prof. Władysława Kuraszkiewicza we Włodawie.Krzyż Komandorski z Gwiazdą Orderu Odrodzenia Polski (26 kwietnia 1994)[9]
- Krzyż Oficerski Orderu Odrodzenia Polski (1959)[3]
- Złoty Krzyż Zasługi[3]
- Medal 10-lecia Polski Ludowej (14 stycznia 1955)[10]
- Odznaka Honorowa Gryfa Pomorskiego[2]

## Nagrody i wyróżnienia
- Nagroda Państwowa II stopnia za działalność naukową w minionym 10-leciu w zakresie polskiej dialektologii historycznej i historii języka polskiego (1955)[11]
- tytuł doktora honoris causa Uniwersytetu im. Adama Mickiewicza w Poznaniu (15 marca 1985)[3]
- tytuł doktora honoris causa Uniwersytetu Warszawskiego (27 stycznia 1994)[12]

## Upamiętnienie
Imię prof. Władysława Kuraszkiewicza nadano sali wykładowej Wydziału Filologii Polskiej i Klasycznej UAM oraz rondu u zbiegu ulic Korolowskiej i Chełmskiej we Włodawie.